# Ricchi e Poveri

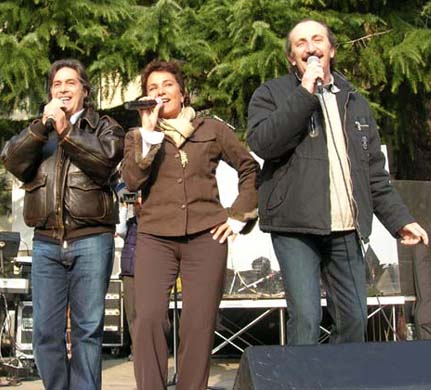
Ricchi e Poveri (2005)

Ricchi e Poveri (česky Bohatí a chudí) je popová kapela ze severu Itálie. Kromě Evropy je známá také v Latinské Americe. Za celou svou historii prodala přes 20 milionů hudebních nosičů a mp3. Skupina vznikla v roce 1967 a zakládajícími členy byli Franco Gatti, Angela Brambati, Angelo Sotgiu a Marina Occhiena (ta ze skupiny odešla v roce 1981). V roce 1978 se zúčastnili hudební soutěže Eurovision Song Contest s písní „Questo Amore“ a umístili se na 12. místě. Mezi jejich nejznámější písně patří hity jako „Sarà perché ti amo“, „M'Innamoro Di Te“, „Mamma Maria“ nebo „Ciao Italy“. Franco Gatti odešel ze skupiny v roce 2016 z rodinných důvodů. V roce 2020 se skupina navrátila do původní formace na hudebním festivale Sanremo 2020. Dne 18. října 2022 před polednem byla zveřejněna zpráva o smrti člena skupiny Franca Gattiho. Zemřel ve věku 80 let v Janově.

## Předělávky a coververze
Písně Ricchi e Poveri byly často předlohou různých cover verzí. V Československu to byly známé Triky a pověry Jaroslava Uhlíře, Karla Šípa a Petry Janů, dále pak Jitka Zelenková, v pozdější době v samotném Česku to byla skupina Těžkej Pokondr.

## Diskografie
- Un diadema di successi (1976)
- Ricchi & Poveri (1976)
- I musicanti (1976)
- Come eravamo (1980)
- E penso a te (1982)
- Mamma Maria (1982)
- Voulez vous danser (1983)
- Sarà perche ti amo (1983)
- Ieri & oggi (1983)
- Dimmi quando (1985)
- Cocco bello Africa (1987)
- Nascerà Gesù (1988)
- Buona giornata e... (1989)
- I grandi successi (1994)
- Parla col cuore (2001/2002)
- Perdutamente amore (2012)
- ReuniON (2021)